# Hullenahalli Kaval, Tiptur
Hullenahalli Kaval là một làng thuộc tehsil Tiptur, huyện Tumkur, bang Karnataka, Ấn Độ.